# Отуз (річка)
Оту́з (крим. Otuz, Оту́зка) — річка в Україні, на Кримському півострові, (басейн Чорного моря).

## Опис
Довжина річки 4,5 км, площа басейну водозбору 82,3  км². Річка формується 2 річками, багатьма безіменними струмками та загатами.

## Розташування
Бере початок на південно-східній околиці Щеретовки (колишнє Отуз). Тече переважно на південний схід через Курортне (колишнє Нижній Отуз) і впадає у Чорне море.
Притоки: Кабактаський Струмок (ліва), Кізилтаський Струмок (права).

## Цікаві факти
- У книзі Петер-Симон Паллас «НАБЛЮДЕНИЯ, СДЕЛАННЫЕ ВО ВРЕМЯ ПУТЕШЕСТВИЯ ПО ЮЖНЫМ НАМЕСТНИЧЕСТВАМ РУССКОГО ГОСУДАРСТВА в 1793—1794 годах» про цю річку зазначено: |                                                                                                                                                                                                                                                                                                                                                                                                 | \| Долина, в которой расположен Отууз, закрыта на юго-западе горами Маля-кая и Папас-тепе; // на NO - горой Сари-Чесме, а с востока и юго-востока Большим Кара-дагом, далеко простирающимися и представляющимися с скалистыми, пилообразными вершинами. Это - очень приятная долина с почвой, столь же благоприятной для виноградников, как и плодовых деревьев, орошается маленьким ручьем Отууз.[1] \| |
| Долина, в которой расположен Отууз, закрыта на юго-западе горами Маля-кая и Папас-тепе; // на NO - горой Сари-Чесме, а с востока и юго-востока Большим Кара-дагом, далеко простирающимися и представляющимися с скалистыми, пилообразными вершинами. Это - очень приятная долина с почвой, столь же благоприятной для виноградников, как и плодовых деревьев, орошается маленьким ручьем Отууз. | |

- На лівому березі річки розташовані Карадазький природний заповідник та скеля Золоті Ворота.